# نقص سكر الدم
نقص سكر الدم، ويسمى أيضًا هبوط سكر الدم، هو انخفاض في نسبة السكر في الدم إلى مستويات أقل من المعتاد، عادة ما تكون أقل من 70 ملغ/ديسيلتر (3.9 مليمول/لتر). يستخدم ثالوث ويبل لتحديد نوبات نقص السكر في الدم بشكل صحيح. يتم تعريفه على أنه جلوكوز الدم أقل من 70 ملغ/ديسيلتر (3.9 مليمول/لتر)، والأعراض المرتبطة بنقص السكر في الدم، وتراجع الأعراض عندما يعود سكر الدم إلى طبيعته. قد يؤدي نقص السكر في الدم إلى صداع، تعب، خراقة، صعوبة التحدث، ارتباك، تسارع معدل ضربات القلب، تعرق، رجفان، عصبية، جوع، فقدان الوعي، نوبات أو وفاة. عادة ما تظهر الأعراض بسرعة.
السبب الأكثر شيوعًا لنقص سكر الدم هو الأدوية المستخدمة لعلاج مرض السكري مثل الأنسولين، السلفونيليوريا، البايجوانيدات. يكون الخطر أكبر لدى مرضى السكري الذين تناولوا كمية أقل من المعتاد، مارسوا الرياضة مؤخرًا، أو استهلكو الكحول. تشمل الأسباب الأخرى لنقص سكر الدم المرض الشديد، إلاتنان، الفشل كلوي، أمراض الكبد، نقص الهرمونات، والأورام مثل أورام الأنسولين أو أورام الخلايا غير البائية، الأخطاء الفطرية في التمثيل الغذائي، العديد من الأدوية، والكحول. قد يحدث انخفاض نسبة السكر في الدم عند الأطفال حديثي الولادة الأصحاء الذين لم يتناولوا الطعام لبضع ساعات.
يتم علاج نقص سكر الدم عن طريق تناول طعام أو شراب سكري، على سبيل المثال أقراص أو جل الجلوكوز، عصير التفاح، الصودا أو الحلوى. يجب أن يكون الشخص واعيًا وقادرا على البلع. الهدف هو استهلاك 10-20 جراما من الكربوهيدرات لرفع مستويات الجلوكوز في الدم إلى ما لا يقل عن 70 ملغ/ديسيلتر (3.9 مليمول/لتر). إذا لم يتمكن الشخص من تناول الطعام عن طريق الفم، فقد يساعد الجلوكاجون عن طريق الحقن أو في الأنف. يتضمن علاج نقص سكر الدم الذي لا علاقة له بمرض السكري علاج المشكلة الأساسية.
تبدأ الوقاية بين مرضى السكري من خلال التعرف على علامات وأعراض نقص سكر الدم. يمكن أيضًا تعديل أو إيقاف أدوية السكري، مثل الأنسولين، السلفونيليوريا، والبيجوانيدات لمنع نقص سكر الدم. يوصى بإجراء اختبار جلوكوز الدم بشكل متكرر وروتيني. قد يجد البعض أن أجهزة مراقبة الجلوكوز المستمرة بمضخات الأنسولين مفيدة في إدارة مرض السكري والوقاية من نقص السكر في الدم.

## أسبابه
تحدث حالة «نقص سكر الدم» عندما ينخفض مستوى السكر في دمك بدرجة شديدة. هناك أسباب عديدة لحدوث نقص سكر الدم؛ الأكثر شيوعًا هو حدوثها بوصفها عرضًا جانبيًّا للأدوية المستخدَمة لعلاج مرض السكري.

### تنظيم السكر في الدم
قد تساعد معرفة كيف يتعامل جسمكَ عادة مع سكر الدم لفهم كيف يحدث انخفاض سكر الدم. عندما تأكل، يكسر جسمكَ الكربوهيدرات من الطعام مثل الخبز، والأرز، والمكرونة، والخضراوات، والفاكهة، ومنتجات الألبان إلى جزيئات سكر مختلفة، ومنها الغلوكوز.

الغلوكوز هو مصدر الطاقة الرئيسي للجسم، لكنه لا يستطيع الولوج إلى خلايا معظم أنسجة جسمكَ دون مساعدة الإنسولين، وهو هرمون يفرزه بنكرياسك. حين ترتفع مستويات الغلوكوز، يُطلِق نوع معين من الخلايا (خلايا بيتا) في بنكرياسكَ الإنسولين. يَسمَح هذا للغلوكوز بدخول الخلايا، ويمنحها الطاقة التي تحتاج إليها للعمل بصورة صحيحة. يتمُّ تخزين أيِّ غلوكوز إضافي في كبدكَ وعضلاتكَ في صورة غليكوجين.

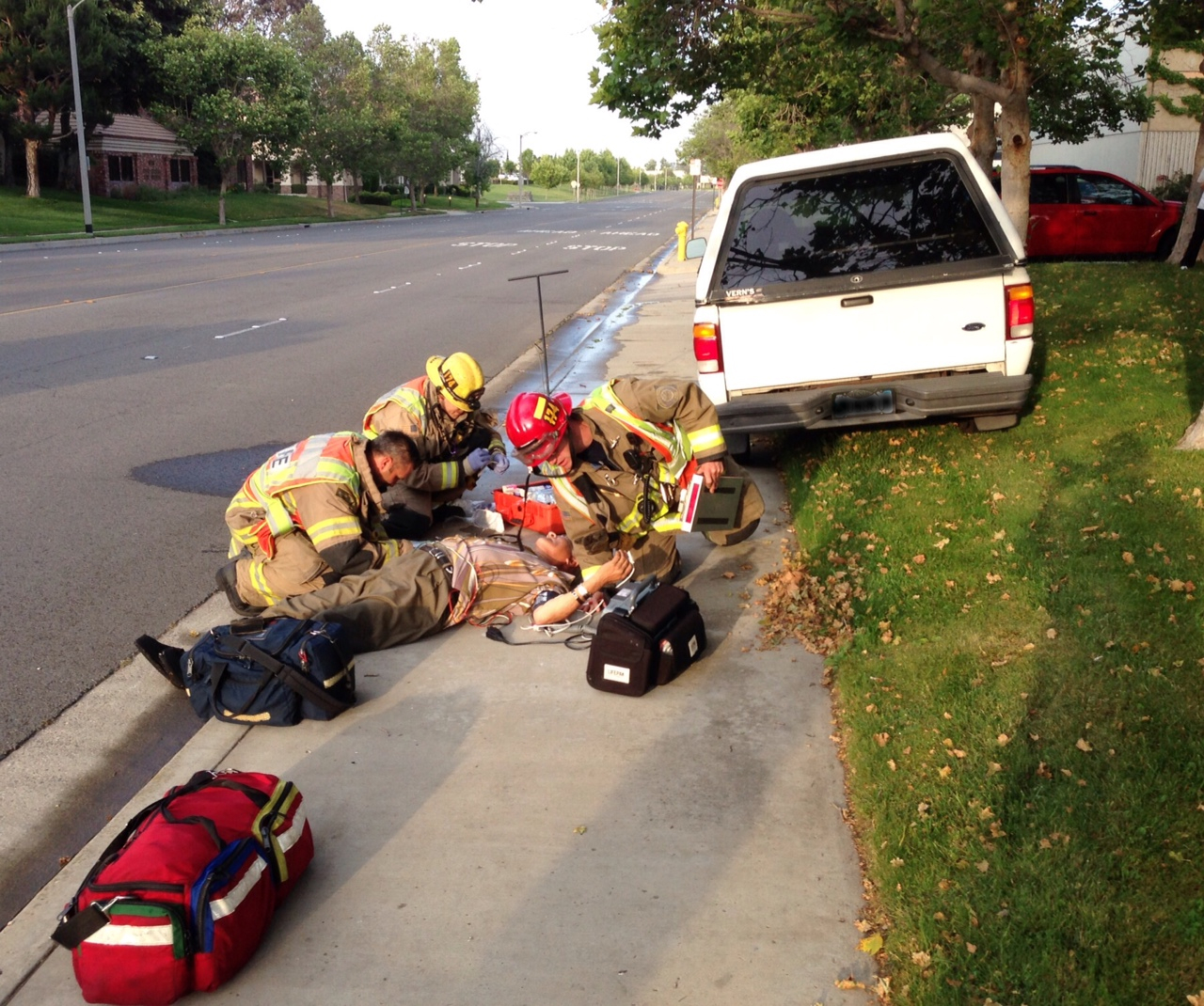
يقوم المسعفون الطبيون في جنوب كاليفورنيا برعاية أحد مرضى السكري الذين فقد سيطرته على سيارته بسبب انخفاض نسبة السكر في الدم وقادوها على الرصيف.

إذا لم تأكل لعدة ساعات وانخفض مستوى سكر دمكَ، يرسل هرمون آخر من بنكرياسكَ، يُدعَى غلوكاجون، إشارات لكبدكَ لتكسير الغليكوجين المخزن، وإعادة إطلاق الغلوكوز في مجرى الدم. يُبْقِي هذا مستوى السكر في الدم في الحدود الطبيعية حتى تأكل مرةً أخرى.
بعيدًا عن تكسير الكبد للغليكوجين، لدى جسمكَ أيضًا القدرة على تصنيع الغلوكوز. تَحدُث هذه العملية أساسًا في الكبد، ولكنها تَحدُث في الكُلى أيضًا.

### الأسباب المحتملة للإصابة بداء السكري
يُصبح جسم مرضى داء السكري غير قادر على إنتاج الأنسولين بقدر كافٍ (داء السكري من النوع الأول)، أو بسبب قلة استجابة الخلايا له (داء السكري من النوع الثاني). ونتيجة لذلك، يَتراكم الغلوكوز في مجرى الدم، وقد يَرتفع حتى يَصل إلى مستويات خطيرة. لعلاج هذه المشكلة، يُرجح أن يَحصل المريض على الأنسولين أو أدوية أخرى لخفض مستويات السكر في الدم.
إلا أن الحصول على كمية كبيرة للغاية من الأنسولين أو أدوية داء السكري الأخرى قد يُسبب انخفاض مستوى السكر في الدم للغاية مما يُؤدي إلى نقص سكر الدم. قد يَحدث أيضًا نقص سكر الدم في حال عدم تناول كمية الطعام المعتادة بعد تَناوُل أدوية داء السكري، أو في حال ممارسة الرياضة أكثر من المعتاد.

### الأسباب المحتملة، دون الإصابة بداء السكري
يقل انتشار نقص سكر الدم بين الأفراد غير المصابين بداء السكري. وقد تتضمن الأسباب ما يلي:
- الأدوية: قد يؤدي تناوُل أدوية داء السكري الفموية الخاصة بشخص آخر عن طريق الخطأ إلى حدوث نقصٍ في سكر الدم. يمكن للأدوية الأخرى أن تسبب نقص السكر في الدم، وخاصةً في الأطفال أو المصابين بالفشل الكلوي. وأحد الأمثلة يتمثَّل في الكينين الذي يُستخدَم لعلاج الملاريا.[12]
- الإفراط في تناوُل الكحوليات: يمكن أن يؤدي فرط الشرب دون تناوُل الطعام إلى منع الكبد من إطلاق الغلوكوز المخزَّن في مجرى الدم مما يؤدي إلى نقص السكر في الدم.[13]
- بعض الأمراض بالغة الخطورة: يمكن أن تؤدي أمراض الكبد الحادة مثل التهاب الكبد الحاد إلى نقص السكر في الدم. كما يمكن للاضطرابات الكلوية، والتي قد تمنع الجسم من التخلُّص من الأدوية بشكلٍ مناسب، أن تؤثر على مستويات الغلوكوز بسبب تراكم تلك الأدوية. الجوع طويل الأجل، مما قد يحدث في اضطراب الأكل من فقدان الشهية العصابي، يمكن أن يؤدي إلى نقص المواد التي يحتاج إليها الجسم لتخليق الغلوكوز (استحداث السكر)، مما يسبب نقص السكر في الدم.
- زيادة إنتاج الأنسولين: يمكن أن يؤدي الورم النادر بالبنكرياس (الورم الجزيري) إلى زيادة إنتاج الأنسولين مما يؤدي إلى نقص السكر في الدم. كما يمكن أن تؤدي الأورام الأخرى إلى فرط إنتاج المواد التي تشبه الأنسولين. يمكن أن يؤدي تضخم خلايا بيتا بالبنكرياس والمسؤولة عن إنتاج الأنسولين (أورام أرومات الجزر البنكرياسية) إلى زيادة إطلاق الأنسولين للغاية مما يسبب نقص السكر في الدم.[14]
- نقص الهرمونات: يمكن أن تؤدي بعض اضطرابات الغدد الكظرية والنخامية إلى نقص الهرمون الرئيسي الذي يقوم بتنظيم إنتاج الغلوكوز. وقد يُصاب الأطفال بنقص السكر في الدم إذا كانوا يعانون من نقص هرمون النمو.

### انخفاض سكر الدم بعد الوجبات
يَظهَر انخفاض سكر الدم عادة عندما لا تأكل لفترة (عندما تكون في حالة صيام)، لكن هذا ليس الحال دائمًا. قد يَظهَر انخفاض سكر الدم بعد الوجبات؛ لأن الجسم ينتج إنسولين أكثر من اللازم.
هذا النوع من انخفاض سكر الدم يُدْعَى انخفاض السكر التفاعلي أو ما بعد الوجبات، قد يحدث في الأشخاص الذين قاموا بإجراء جراحة في المعدة. لكنه قد يظهر أيضًا في الأشخاص الذين لم يقوموا بهذه الجراحة.

## أعراضه
الأعراض الرئيسية:
- التعرق الشديد.
- الجوع.
- خفقان القلب.
- القلق.
- الارتباك.
- خدران حول الفم.
- اضطرابات الرؤيا مثل ازدوجية النظر وعدم وضوح الرؤيا.
- فقدان الوعي، والدوخة.
- البكاء المفاجئ.
- اهتزاز ورعشة في الأطراف.

### أعراض الجهاز العصبي المركزي
- تفكير غير طبيعي، ضعف الحكم
- تقلب مزاجي غير محدد، والشعور بالنكد، والاكتئاب، والبكاء، مع وجود مخاوف مبالغ فيها
- الشعور بالخدر والتنميل
- السلبية والتهيج، والعدوانية، والغضب
- تغيرات الشخصية، القدرة العاطفية (التقلقل)
- التعب، والضعف، واللامبالاة، والخمول، وأحلام اليقظة، وزيادة فترة النوم
- الارتباك، وفقدان الذاكرة، والدوار أو الدوخة، والهذيان
- التحديق، وعدم وضوح الرؤية، وازدواج الرؤية
- وجود ومضات ضوء في مجال الرؤية
- السلوك التلقائي
- صعوبة الكلام، وغمسة الكلام
- الرنح، وعدم تناسق الحركة، والتسمم الكحولي عند تعاطي الكحوليات
- العجز الحركي المركزي أو العام،والشلل، والشلل النصفي[15]
- الصداع
- الذهول، والغيبوبة، والتنفس غير طبيعي
- نوبات الصرع

### أعراض على المدى الطويل
قد يؤثر نقص سكر الدم على الجهاز القلبي الوعائي على المدى البعيد.

## المضاعفات
إذا تَجاهلت أعراض نقص السكر في الدم لوقت طويل، فقد تَفقد الوعي. يَحدث هذا لأن المخ يَحتاج للغلوكوز ليعمل.
تَعرف على علامات وأعراض انخفاض سكر الدم مبكرًا؛ لأنه إن تُرك دون علاج، فقد يُؤدي إلى:
- النوبات التشنجية
- فقدان الوعي
- الوفاة

قد يُؤدي انخفاض سكر الدم إلى:
- السقوط
- الإصابات
- حوادث السيارات والمركبات

### عدم الشعور بأعراض نقص سكر الدم
ومع مرور الوقت، يمكن أن تُؤدِّي النوبات المتكرِّرة لنقص سكر الدم إلى عدم الشعور بأعراض نقص سكر الدم. يَكُفُّ الجسم والدماغ عن إحداث العلامات والأعراض التي تُحذِّر من انخفاض السكر في الدم، مثل الارتعاش أو ضربات القلب غير المنتظمة. وعند حدوث ذلك، يزداد خطر نقص سكر الدم الحادِّ والمهدِّد للحياة.

### داء السُّكري غير المُعالَج
إذا كنتَ مصابًا بداء السُّكري، فإن نوبات انخفاض السكر في الدم تكون غير مريحة، وقد تكون مخيفة. قد تتسبَّب النوبات المتكرِّرة لنقص السكر في الدم في أن تجعلكَ تأخذ أنسولين أقل؛ للتأكد من أن مستوى سكر الدم لا ينخفض للغاية. ولكن يمكن لمستويات سكر الدم المرتفعة طويلة الأجل أن تكون خطيرة، وأيضًا من المحتمَل أن تُسبِّب تلفًا في الأعصاب والأوعية الدموية وأعضاء مختلفة في الجسم.

## طرق الوقاية
تعتمد أكثر الوسائل فعالية لمنع حدوث المزيد من نوبات نقص السكر في الدم على السبب.
يمكن تقليل خطر حدوث المزيد من نوبات نقص السكر في الدم في كثير من الأحيان (ولكن ليس دائمًا) عن طريق خفض جرعة الإنسولين أو أي أدوية أخرى، أو عن طريق الانتباه بدرجة أكبر إلى توازن السكر في الدم خلال ساعات النشاط غير عادية أو عند ممارسة مستويات أعلى من التمارين أو تقليل تناول الكحول.
تتطلب العديد من عيوب الأيض الخلقية تجنب أو تقصير فترات الصيام، أو تناول المزيد من الكربوهيدرات.بالنسبة للاضطرابات الأكثر حدةً، مثل مرض تخزين الجليكوجين من النوع الأول، يمكن توفير ذلك على شكل نشا الذرة كل بضع ساعات أو عن طريق الهضم المستمر في المعدة.
يتم استخدام العديد من العلاجات لنقص السكر في الدم في حالات فرط الإنسولين، اعتمادًا على الشكل الدقيق وشدة.تستجيب بعض أشكال فرط الإنسولين الخلقي للديازوكسيد أو الأكتوريوتايد. يعدّ الاستئصال الجراحي للجزء المفرط نشاطه من البنكرياس خيارًاعلاجيًا مع الحد الأدنى من المخاطر عندما يكون فرط الإنسولين يستجيب بؤريًا أو بسبب ورم حميد في البنكرياس ينتج الأنسولين.عندما يكون فرط الإنسولين الخلقي منتشرًا ولا يستجيب للأدوية، قد يكون استئصال البنكرياس شبه الكلي هو العلاج الأخير، ولكن في هذه الحالة يكون أقل فعالية بشكل ثابت ومحفوف بمزيد من التعقيدات.
عادةً ما يتوقف نقص السكر في الدم بسبب نقص الهرمونات مثل قصور الغدة النخامية أو قصور الغدة الكظرية عند استبدال الهرمون المناسب.
يتم التعامل مع نقص السكر في الدم بسبب متلازمة الإغراق وغيره من حالات ما بعد الجراحة عن طريق تغيير النظام الغذائي بما في ذلك الدهون والبروتين مع الكربوهيدرات التي قد تُبطئ من عملية الهضم وتقليل إفراز الأنسولين في وقت مبكر.ترتبط بعض أشكال هذه الاستجابة للعلاج بمثبط جلوكوسيداز، مما يؤدي إلى إبطاء عملية هضم النشا.
يعدّ نقص سكر الدم التفاعلي مع انخفاض مستويات الجلوكوز في الدم بشكل واضح خطرًا يمكن التنبؤ به يمكن تجنبه عن طريق استهلاك الدهون والبروتين مع الكربوهيدرات، بإضافة وجبات خفيفة في الصباح أو بعد الظهر، والحد من تناول الكحول.
يمكن أن تحدث أعراض نقص سكر الدم بعد الأكل بدون مستويات منخفضة من الجلوكوز بشكل واضح في وقت مُعين خطرًا ولمنه يظل مجهول السبب.يجد الكثير من الناس تحسناً من خلال تغيير أنماط الأكل (وجبات صغيرة، وتجنب الإفراط في تناول السكر، والوجبات المختلطة بدلاً من الكربوهيدرات وحدها)، والحد من تناول المنبهات مثل الكافيين، أو عن طريق إجراء تغييرات في نمط الحياة لتقليل الإجهاد.

## التشخيص
وإذا كنتَ تستخدم الأنسولين، أو أدوية داء السكري الأخرى المؤدية لخفض سكر الدم، وتظهر لديكَ علامات وأعراض انخفاض مستوى السكر في الدم، فاختبر مستويات السكر في الدم باستخدام جهاز قياس الغلوكوز في الدم. وإذا جاءت النتيجة بانخفاض السكر في الدم (أقل من 70 مغم/ ديسيلتر)، فتناوَلِ العلاج وَفْقًا لذلك.
وإذا كنتَ لا تستخدم الأدوية المعلوم أنها تُؤدِّي إلى خفض مستوى السكر في الدم، فسيحتاج الطبيب إلى معرفة:
- ماذا كانت العلامات والأعراض؟ وربما لا تَظهَر علامات وأعراض انخفاض مستوى السكر في الدم أثناء الزيارة الأولى للطبيب. وفي هذه الحالة، ربما يطلب منكَ الطبيب الصيام طوال الليل (أو لأطول مدة ممكنة). مما سيؤدي إلى ظهور أعراض انخفاض سكر الدم، وبالتالي مساعدة الطبيب في التشخيص. ومن المحتمَل أيضًا أن تحتاج إلى الصيام المطوَّل مع المكوث في المستشفى. أو عند ظهور الأعراض بعد تَناوُل الوجبة، فسيطلب الطبيب إجراء اختبار لمستويات الغلوكوز في الدم بعد الوجبة.
- ما هو مستوى السكر في الدم عند ظهور الأعراض؟ سيسحب الطبيب عينة من الدم لاختبارها في المختبر.
- هل تختفي الأعراض عند ارتفاع مستويات السكر في الدم؟

بالإضافة إلى ذلك، سيرغب الطبيب في إجراء فحص بدني ومراجعة تاريخك المرضي.

## العلاج
تنطوي علاج بعض أشكال نقص السكر في الدم مثل مرض السكري على الفور على رفع نسبة السكر في الدم إلى وضعها الطبيعي من خلال تناول الكربوهيدرات، وتحديد السبب، واتخاذ التدابير اللازمة لمنع النوبات المستقبلية.ومع ذلك، فإن هذا العلاج ليس الأمثل في أشكال أخرى مثل نقص السكر في الدم على رد الفعل، حيث يمكن أن يؤدي الابتلاع السريع للكربوهيدرات إلى ارتفاع سكر الدم.
يمكن رفع مستوى الجلوكوز في الدم إلى المعدل الطبيعي خلال دقائق من خلال تناول (أو إعطاء) 10-20 جرام من الكربوهيدرات. يمكن تناول السكريات كطعام أو شراب إذا كان الشخص واعيًا وقادرًا على البلع.يتم احتواء هذه الكمية من الكربوهيدرات في حوالي 3-4 أونصات (100–120 مل) من عصير البرتقال أو التفاح أو عصير العنب، على الرغم من أن عصائر الفاكهة تحتوي على نسبة أعلى من الفركتوز التي يتم استقلابها ببطء أكثر من الدكستروز النقي، بدلاً من ذلك، يمكن استخدام أوقية (120-150 مل) من الصودا العادية، كما هو الحال مع شريحة واحدة من الخبز، أو حوالي حصة واحدة من معظم الأطعمة النشوية.يتم هضم النشا بسرعة وتحويلها إلى الجلوكوز (إلا إذا كان الشخص يتناول أكاربوز)، ولكن تؤخر إضافة الدهون أو البروتين عملية الهضم.يجب أن تتحسن الأعراض خلال 5 دقائق، على الرغم من أن الشفاء الكامل قد يستغرق من 10 إلى 20 دقيقة.لا يؤدي الإسراف في التغذية إلى الإسراع بالشفاء، وإذا كان الشخص المصاب بمرض السكري سيؤدي هذا ببساطة إلى فرط سكر الدم بعد ذلك.القاعدة المستخدمة من قبل الجمعية الأمريكية للسكري وغيرها هي «قاعدة 15» - وهي إعطاء 15 جرام من الكربوهيدرات تتبعها فترة انتظار لمدة 15 دقيقة، تتكرر إذا بقيت نسبة الجلوكوز منخفضة (متغيرة حسب الفرد، وأحيانًا 70 ملغ / ديسيلتر).
إذا كان الشخص يعاني من آثار شديدة من نقص السكر في الدم فإنه بسبب القدرة على التنافسية أو بسبب النوبات أو فقدان الوعي لا يُعطى أي شيء عن طريق الفم، يمكن للعامليبن بالمجال الطبي مثل المسعفين الطبيين أو العاملين في المستشفى إعطائه دكستروز في الوريد، وتختلف التركيزات تبعًا للعمر (يتم إعطاء الرضع 2 مل / كغ سكر العنب 10 ٪، وُيعطى الأطفال دكستروز 25 ٪، ويتم إعطاء البالغين فركتوز 50 ٪).يجب توخي الحذر عند إعطاء هذه المحاليل لأنها يمكن أن تسبب نخر الجلد إذا تسربت من الوريد، وتصلب الأوردة، والعديد من اضطرابات السوائل والكهارل الأخرى إذا ألُعطيت للمريض بشكل غير صحيح.إذا تعذر الوصول إلى الوريد، فيمكن إعطاء المريض من 1 إلى 2 ملليغرام من الغلوكاغون عن طريق الحقن العضلي.إذا كان الشخص يعاني من تأثيرات أقل شدةً، وكان قادرًا على البلع، فقد يقوم الطبيب الشخصي بإعطاء الجلوكوز عن طريق الفم.
يٌعتبر تناول سكر الأكاربوز أحد الحالات التي تكون فيها النشا أقل فعالية من الجلوكوز أو السكروز.وبما أن الأكاربوز ومثبطات ألفا-غلوكوزيداز الأخرى تمنع النشا والسكريات الأخرى من أن تنقسم إلى السكريات الأحادية التي يمكن أن يمتصها الجسم، فإن المرضى الذين يتناولون هذه الأدوية يجب أن يستهلكوا الأطعمة المحتوية على أحادي السكاريد مثل أقراص الجلوكوز أو العسل أو العصير.لعكس نقص السكر في الدم.
يتمثل نقص مستوى السكر في الدم في نوعين من الأعراض:
- أعراض الزيادة التفاعلية لهرمون الأدرينالين: الارتجاف، والتعرق وزيادة سرعة النضبات والشحوب.[33]
- أعراض نقص مستوى الكلوكوز في الجهاز العصبي: اضطراب الكلام والمشي والمزاج ثم اشتداد الأعراض نحو اضطرابات بصرية وصولاً إلى الغيبوبة.

## التاريخ
تم اكتشاف نقص السكر في الدم لأول مرة بواسطة جيمس كولب عندما كان يعمل مع فريدريك بانتينغ على تنقية الإنسولين في عام 1922.تم تكليف كوليب بتطوير اختبار لقياس نشاط الإنسولين.قام أولًا بحقن الإنسولين في الأرانب، وقاس بعد ذلك انخفاض مستويات الجلوكوز في الدم.كان قياس مستوى الجلوكوز في الدم خطوة مستهلكة للوقت.ولاحظ كوليب أنه إذا قام بحقن الأرانب بجرعة كبيرة للغاية من الإنسولين، تبدأ الأرانب بالتشنج، ثم دخل في غيبوبة، ثم تموت.وعرّف وحدة واحدة للإنسولين بالكمية اللازمة للحث على هذا التفاعل المتقلص لنقص سكر الدم في الأرانب.اكتشف كولب في وقت لاحق أنه يستطيع حماية الأرانب عن طريق حقنهم بالجلوكوز بمجرد أن يتشنجوا.

## وصلات خارجية
- The National Diabetes Information Clearinghouse
- Hypoglycemia at the Mayo Clinic
- American Diabetes Association